# Payam Hatami
Payam Hatami, född 23 juni 1984 i Shiraz i Iran, är en svensk tidigare handbollsspelare (mittsexa) och advokat.
Hatami föddes i Iran, men växte upp i Göteborg. Som junior spelade han i den framgångsrika årskull i Angeredsklubben GIK Wasaiterna, som överraskande vann guld i junior-SM 2002, efter att ha besegrat IK Sävehof i finalen. Som senior spelade han 14 säsonger i Elitserien för fem olika klubbar (GIK Wasaiterna, BK Heid, IFK Ystad, LIF Lindesberg och Alingsås HK), och gjorde en säsong som proffs i Norge. Säsongen 2008/2009 blev han uttagen i Elitseriens All-star team, som ligans bästa mittsexa.
Hatami spelade 29 J-landskamper (för U19-landslaget) och 38 U-landskamper (för U21-landslaget).
Under tiden i LIF Lindesberg utbildade han sig vid Örebro universitet till jurist, och är efter handbollskarriären verksam som advokat. Han är delägare i advokatfirman Advokaterna Hurtig & Partners AB.